# Пассарелли, Паскаль
Паскаль Пассарелли (итал. Pasquale Passarelli; род. 14 марта 1957, Гамбатеза, Молизе) — немецкий борец греко-римского стиля, чемпион Олимпийских игр, чемпион мира и Европы, шестикратный чемпион Германии (1978, 1979, 1981—1984), дважды вице-чемпион Германии (1976, 1980). Брат Клаудио Пассарелли, чемпиона мира по борьбе, участника олимпийских игр, и Томаса Пассарелли, девятикратного чемпиона Германии по борьбе.

## Биография
Родился в Италии, но с шести лет жил в Германии, в Людвигсхафене. С 11 лет начал заниматься борьбой. В 1974 и 1975 годах выиграл чемпионаты Германии среди юниоров.
В 1975 году, в семнадцатилетнем возрасте, был шестым на Гран-При Германии, в 1976 на том же турнире остался седьмым.В 1977 году остался третьим на чемпионате мира среди юниоров и вторым на Гран-При Германии среди взрослых. В 1978 году был пятым на Гран-при Германии и третьим на чемпионате мира. В 1979 году был четвёртым на Гран-при Германии и чемпионате мира, а на чемпионате Европы завоевал «серебро». В 1980 году остался шестым на Гран-при Германии и четвёртым на чемпионате Европы.
Удачным для борца оказался 1981 год. Он был только четвёртым на Гран-при Германии, но завоевал звания чемпиона мира и чемпиона Европы. В 1982 году был седьмым на Гран-при Германии, а в следующем году, наконец стал победителем этого престижного международного турнира. В 1984 году остался вторым на чемпионате Европы.
На Летних Олимпийских играх 1984 года в Лос-Анджелесе боролся в категории до 57 килограммов (легчайший вес). Участники турнира, числом в 16 человек в категории, были разделены на две группы. За победу в схватках присуждались баллы, от 4 баллов за чистую победу и 0 баллов за чистое поражение. Когда в каждой группе определялись три борца с наибольшими баллами (борьба проходила по системе с выбыванием после двух поражений), они разыгрывали между собой места в группе. Затем победители групп встречались в схватке за первое-второе места, занявшие второе место — за третье-четвёртое места, занявшие третье место — за пятое-шестое места. Паскаль Пассарелли победил во всех схватках до финала досрочно, а в финале в упорной борьбе (Паскаль Пассарелли даже попал на мост и выстоял на нём полторы минуты, что весьма много) одолел японца Масаки Это и стал олимпийским чемпионом.
| Круг                           | Соперник              | Страна                    | Результат | Основание                       | Время схватки |
| ------------------------------ | --------------------- | ------------------------- | --------- | ------------------------------- | ------------- |
| 1                              | Эрнесто Бахена        | Мексика                   | Победа    | 13-1 (4 балла)                  | 3:11          |
| 2                              | Сервио Северино       | Доминиканская Республика  | Победа    | 16-2 (4 балла)                  | 1:24          |
| 3                              | -                     | -                         | -         | -                               | -             |
| 4                              | Мехмет Серхат Карадаг | Турция                    | Победа    | Пассивность соперника (4 балла) | 4:10          |
| Финал в группе «Б» (встреча 1) | Фрэнк Фамиано         | Соединённые Штаты Америки | Победа    | 14-2 (4 балла)                  | 3:12          |
| Финал в группе «Б» (встреча 2) | Никулае Замфир        | Румыния                   | Победа    | Пассивность соперника (4 балла) | 5:47          |
| Финал                          | Масаки Это            | Япония                    | Победа    | 8-5                             | -             |

Оставил карьеру в 1984 году. В 1986 году был арестован и осужден за контрабанду краденых денег во Франции и Парагвае.
По профессии агент по недвижимости.

## Видео
Олимпийские игры 1984, греко-римская борьба, до 57 кг, финал: Масаки Это (Япония) - Паскаль Пассарелли (Германия) Архивная копия от 20 апреля 2019 на Wayback Machine